# 2413 van de Hulst
2413 van de Hulst este un asteroid din centura principală, descoperit pe 24 septembrie 1960 de PLS.